# Bracon melanostoma
Bracon melanostoma är en stekelart som beskrevs av Cameron 1886. Bracon melanostoma ingår i släktet Bracon och familjen bracksteklar. Inga underarter finns listade.